# Bruggmanniella bumeliae
Bruggmanniella bumeliae är en tvåvingeart som först beskrevs av Ephraim Porter Felt 1907.  Bruggmanniella bumeliae ingår i släktet Bruggmanniella och familjen gallmyggor. Inga underarter finns listade i Catalogue of Life.